# Fabric-válogatások
A Fabric és a FabricLive két mixalbum-sorozat, amely egy angol underground klubról, a Fabricről kapta a nevét. A CD-ket aktuális underground sztár DJ-k mixelik. Minden darabot más kiadó jelentette meg. A nagy hagyományú kollekciók már 46 – 46 megjelent CD-vel büszkélkedhetnek.
A Fabric egy megfontoltabb, kisebb BPM számú, elgondolkodtatóbb, lassúbb darabokból álló kollekció. Benne minimal, chillout, breakbeat, trip-hop, és breakbeates korongok vannak leginkább.
A Fabriclive inkább a zúzós anyagokat tömöríti. Itt már jóval magasabb a BMP szám. Drum and bass, techno, ill. scratchelősebb, pörgősebb hiphop korongok vannak benne. A Fabric-et és a Fabrclive-ot röviden úgy lehetne összefoglalni: „minden, ami underground”.
A londoni Fabric szórakozóhely lemezkiadója által havi rendszerességgel megjelentetett mix-CD sorozat: néhány kivételtől eltekintve 2001 novembere óta havonta felváltva jelennek meg Fabric, illetve Fabriclive mixek népszerű DJ-k prezentálásában. Craig Richards kivételével – ő a Fabric állandó rezidens dj-je – minden mixet más-más készített. A Fabric sorozat 2015 februárjában 80-as kiadványnál (Fabric 80 – Joseph Capriati), míg a Fabriclive sorozat a 79-esnél (Fabriclive – Jimmy Edgar) tart.

## Fabric
- Fabric 01 – Craig Richards
- Fabric 02 – Terry Francis
- Fabric 03 – Jon Marsh
- Fabric 04 – Tony Humphries
- Fabric 05 – Pure Science
- Fabric 06 – Tyler Stadius
- Fabric 07 – Hipp – E And Halo
- Fabric 08 – Radioactive Man
- Fabric 09 – Slam
- Fabric 10 – Doc Martin
- Fabric 11 – Swayzak
- Fabric 12 – The Amalgamation Of Soundz
- Fabric 13 – Michael Mayer
- Fabric 14 – Stacey Pullen
- Fabric 15 – Tyrant (x2 CD)
- Fabric 16 – Eddie Richards
- Fabric 17 – Akufen
- Fabric 18 – Baby Mammoth, Beige & Solid Doctor
- Fabric 19 – Andrew Weatherall
- Fabric 20 – John Digweed
- Fabric 21 – DJ Heather
- Fabric 22 – Adam Beyer
- Fabric 23 – Ivan Smagghe
- Fabric 24 – Rob da Bank
- Fabric 25 – Carl Craig
- Fabric 26 – Global Communication
- Fabric 27 – Matthew Dear as Audion
- Fabric 28 – Wiggle
- Fabric 29 – Tiefschwarz
- Fabric 30 – Rub – N – Tug
- Fabric 31 – Marco Carola
- Fabric 32 – Luke Slater
- Fabric 33 – Ralph Lawson
- Fabric 34 – Ellen Allien
- Fabric 35 – Ewan Pearson
- Fabric 36 – Ricardo Villalobos
- Fabric 37 – Steve Bug
- Fabric 38 – M.A.N.D.Y
- Fabric 39 – Robert Hood
- Fabric 40 – Mark Farina
- Fabric 41 – Luciano
- Fabric 42 – Ã‚me
- Fabric 43 – Metro Area
- Fabric 44 – John Tejada
- Fabric 45 – Omar S – Detroit
- Fabric 46 – Claude VonStroke
- Fabric 47 – Jay Haze
- Fabric 48 – Radio Slave
- Fabric 49 – Magda
- Fabric 50 – Martyn
- Fabric 51 – DJ T.
- Fabric 52 – Optimo (Espacio)
- Fabric 53 – Surgeon
- Fabric 54 – Damian Lazarus
- Fabric 55 – Shackleton
- Fabric 56 – Derrick Carter
- Fabric 57 – Agoria
- Fabric 58 – Craig Richards presents The Nothing Special
- Fabric 59 – Jamie Jones
- Fabric 60 – Dave Clarke
- Fabric 61 – Visionquest
- Fabric 62 – DJ Sneak
- Fabric 63 – Levon Vincent
- Fabric 64 – Guy Gerber
- Fabric 65 – Matthias Tanzmann
- Fabric 66 – Ben Klock
- Fabric 67 – Zip
- Fabric 68 – Petre Inspirescu
- Fabric 69 – Sandwell District
- Fabric 70 – Apollonia
- Fabric 71 – Cassy
- Fabric 72 – Rhadoo
- Fabric 73 – Ben Sims
- Fabric 74 – Move D
- Fabric 75 – Maya Jane Coles
- Fabric 76 – Deetron
- Fabric 77 – Marcel Dettmann
- Fabric 78 – Raresh
- Fabric 79 – Prosumer
- Fabric 80 – Joseph Capriati

## FabricLive
- FABRICLIVE.01 – James Lavelle
- FABRICLIVE.02 – Ali B
- FABRICLIVE.03 – DJ Hype
- FABRICLIVE.04 – Deadly Avenger
- FABRICLIVE.05 – Howie B
- FABRICLIVE.06 – Grooverider
- FABRICLIVE.07 – John Peel
- FABRICLIVE.08 – Plump DJs
- FABRICLIVE.09 – Jacques Lu Cont
- FABRICLIVE.10 – Fabio
- FABRICLIVE.11 – Bent
- FABRICLIVE.12 – Bugz in the Attic
- FABRICLIVE.13 – J Majik
- FABRICLIVE.14 – DJ Spinbad
- FABRICLIVE.15 – Nitin Sawhney
- FABRICLIVE.16 – Adam Freeland
- FABRICLIVE.17 – Aim
- FABRICLIVE.18 – Andy C & DJ Hype
- FABRICLIVE.19 – The Freestylers
- FABRICLIVE.20 – Joe Ransom
- FABRICLIVE.21 – Meat Katie
- FABRICLIVE.22 – Scratch Perverts
- FABRICLIVE.23 – Death In Vegas
- FABRICLIVE.24 – Diplo
- FABRICLIVE.25 – High Contrast
- FABRICLIVE.26 – The Herbaliser
- FABRICLIVE.27 – DJ Format
- FABRICLIVE.28 – Evil Nine
- FABRICLIVE.29 – Cut Copy
- FABRICLIVE.30 – Stanton Warriors
- FABRICLIVE.31 – The Glimmers
- FABRICLIVE.32 – Tayo
- FABRICLIVE.33 – Spank Rock
- FABRICLIVE.34 – Krafty Kuts
- FABRICLIVE.35 – Marcus Intalex
- FABRICLIVE.36 – James Murphy & Pat Mahoney
- FABRICLIVE.37 – Caspa & Rusko
- FABRICLIVE.38 – Craze
- FABRICLIVE.39 – DJ Yoda
- FABRICLIVE.40 – Noisia
- FABRICLIVE.41 – Simian Mobile Disco
- FABRICLIVE.42 – FreQ Nasty
- FABRICLIVE.43 – Sinden
- FABRICLIVE.44 – Commix
- FABRICLIVE.45 – A – Trak
- FABRICLIVE.46 – LTJ Bukem
- FABRICLIVE.47 – Toddla T
- FABRICLIVE.48 – Filthy Dukes
- FABRICLIVE.49 – Buraka Som Sistema
- FABRICLIVE.50 – dBridge & Instra:mental Present Autonomic
- FABRICLIVE.51 – The Duke Dumont
- FABRICLIVE.52 – Zero T
- FABRICLIVE.53 – Drop the Lime
- FABRICLIVE.54 – David Rodigan
- FABRICLIVE.55 – DJ Marky
- FABRICLIVE.56 – Pearson Sound / Ramadanman
- FABRICLIVE.57 – Jackmaster
- FABRICLIVE.58 – Goldie
- FABRICLIVE.59 – Four Tet
- FABRICLIVE.60 – Brodinski
- FABRICLIVE.61 – Pinch
- FABRICLIVE.62 – Kasra
- FABRICLIVE.63 – Digital Soundboy Soundsystem
- FABRICLIVE.64 – Oneman
- FABRICLIVE.65 – DJ Hazard
- FABRICLIVE.66 – Daniel Avery
- FABRICLIVE.67 – Ben UFO
- FABRICLIVE.68 – Calibre
- FABRICLIVE.69 – Fake Blood
- FABRICLIVE.70 – Friction
- FABRICLIVE.71 – DJ EZ
- FABRICLIVE.72 – Boys Noize
- FABRICLIVE.73 – Pangaea
- FABRICLIVE.74 – Jack Beats
- FABRICLIVE.75 – Elijah & Skilliam
- FABRICLIVE.76 – Calyx & TeeBee
- FABRICLIVE.77 – Erol Alkan
- FABRICLIVE.78 – Illum Sphere
- FABRICLIVE.79 – Jimmy Edgar
- FABRICLIVE.80 – Mumdance